# NGC 360
NGC 360 je galaksija u zviježđu Tukan.

## Vanjske poveznice
- SEDS: NGC 360